# Marvin Marvin
Marvin Marvin è una serie televisiva statunitense andata in onda su Nickelodeon, la cui unica stagione è stata trasmessa nel paese d'origine tra il 24 novembre 2012 e il 27 aprile 2013, mentre in Italia ha debuttato il 27 marzo 2013, subito dopo i Kids' Choice Awards di quell'anno. Il 26 giugno 2013 Lucas Cruikshank ha confermato via Twitter la cancellazione della serie.

## Trama
Il protagonista della serie è Marvin Forman, un alieno venuto dal pianeta Klooton che rivela di avere 580 anni. Egli vive con una famiglia che lo aiuta a mantenere il suo segreto.

## Personaggi
- Lucas Cruikshank è Marvin Forman.
- Victory Van Tuyl è Teri Forman, la sorella maggiore di Henry e la sorella minore di Marvin.
- Jacob Bertrand è Henry Forman, il fratello minore di Teri e Marvin.
- Pat Finn è Robert "Bob" Forman, il padre reale ed il padre umano di Marvin.
- Mim Drew è Elizabeth "Liz" Forman, la mamma reale e la mamma umana di Marvin.
- Casey Sander è George "Pop-Pop", il nonno di Teri e Henry, ed il nonno umano di Marvin, oltre che il padre di Liz.
- Camille Spirlin è Brianna, la migliore amica di Teri.
- Angel Amaral è Ben, il migliore amico umano di Marvin.
- Dennis Atlas è Derek Winfeld, un ragazzo della scuola.

## Episodi
| Stagione       | Episodi | Prima TV originale | Prima TV Italia |
| -------------- | ------- | ------------------ | --------------- |
| Prima stagione | 19      | 2012-2013          | 2013            |

## Distribuzione
| Paese               | Canale      | Anteprima      | Première         | Titolo        |
| ------------------- | ----------- | -------------- | ---------------- | ------------- |
| Stati Uniti         | Nickelodeon | NONE           | 24 novembre 2012 | Marvin Marvin |
| Canada              | YTV         | 19 marzo 2013  | 25 marzo 2013    | Marvin Marvin |
| Francia             | Nickelodeon | NONE           | 3 aprile 2013    | Marvin Marvin |
| Regno Unito Irlanda | Nickelodeon | 24 marzo 2013  | 5 aprile 2013    | Marvin Marvin |
| Germania            | Nickelodeon | aprile 2013    | 2013             | Marvin Marvin |
| Australia           | Nickelodeon | 26 aprile 2013 | 2013             | Marvin Marvin |
| Polonia             | Nickelodeon | 24 marzo, 2013 | 13 aprile 2013   | Marvin Marvin |
| Brasile             | Nickelodeon | NONE           | 27 aprile 2013   | Marvin Marvin |
| Argentina           | Nickelodeon | NONE           | 2013             | 2013          |